# Snowsk
Snowsk (ukrainisch Сновськ, russisch Сновск; 1935 bis 2016 ukrainisch Щорс, russisch Щорс oder Schtschors) ist eine Stadt in der Oblast Tschernihiw der Ukraine und war bis Juli 2020 das Zentrum des gleichnamigen Rajons Snowsk mit etwa 10.500 Einwohnern (2024).

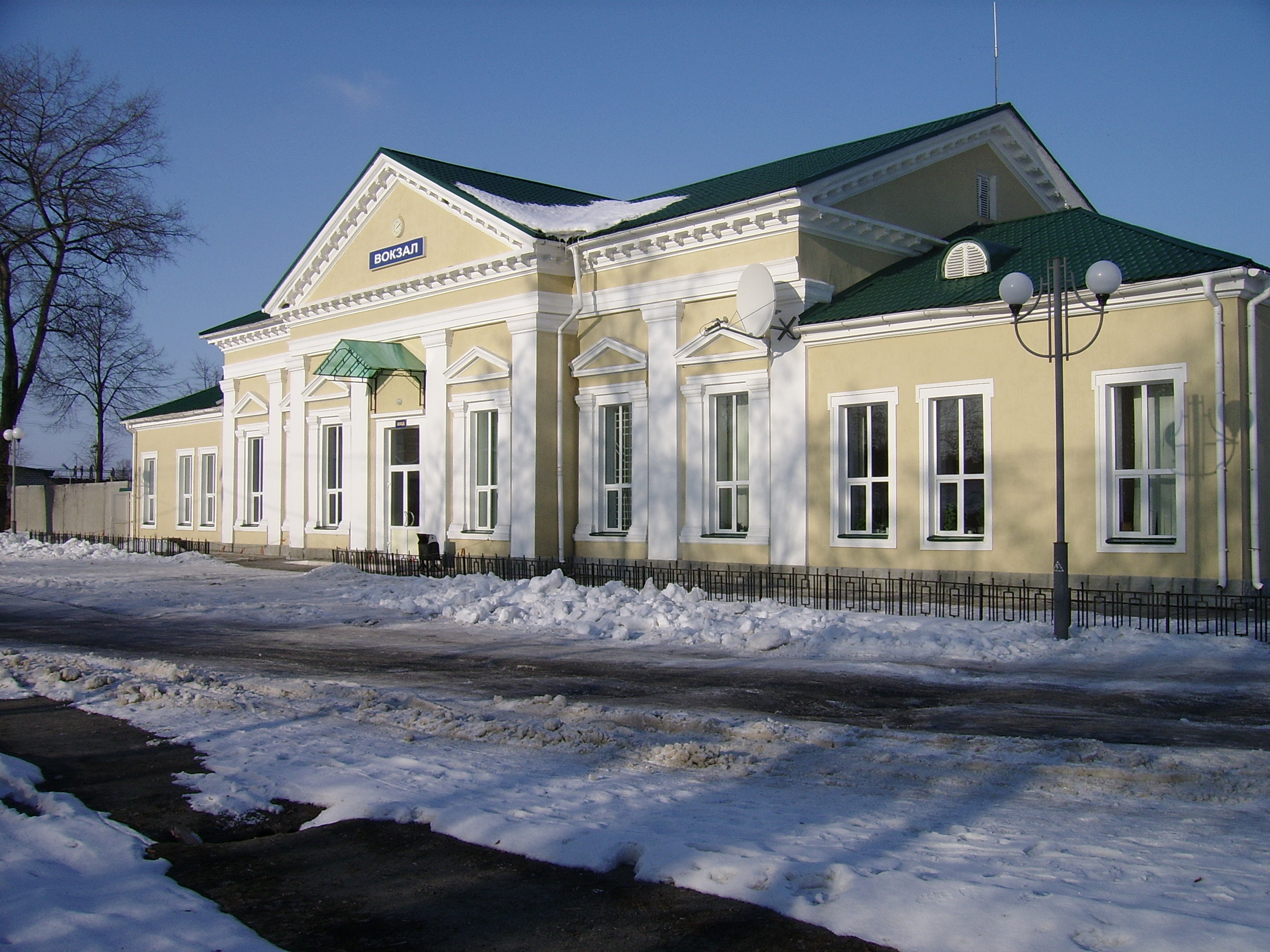
Bahnhof im Ort

## Geschichte
Eine Siedlung unter Namen Korschiwka entstand hier in den 1860er Jahren mit Bau einer Eisenbahnstrecke zwischen Gomel und Bachmatsch. Bereits seit Ende des 19. Jahrhunderts trug die Bahnstation den Namen Snowsk und auch die umgebende Siedlung wurde so genannt, jedoch erst 1924 wurde daraus auch offiziell die Stadt Snowsk.
Bereits wenige Monate nach der Oktoberrevolution wurde im Dezember 1917 die Sowjetmacht vor Ort ausgerufen.
1935 wurde die Stadt zu Ehren des gleichnamigen Kommandeurs im Russischen Bürgerkrieg in Schtschors umbenannt, da dieser dort 1895 geboren wurde.
Wenige Monate nach Beginn des Überfalls auf die Sowjetunion im Rahmen des Deutsch-Sowjetischen Kriegs wurde die Stadt am 3. September 1941 durch die Wehrmacht besetzt. Die Besetzung dauerte bis zum 21. September 1943. Direkt nach der Besetzung wurden ansässige Juden, Kommunisten und Komsomol-Mitglieder verhaftet und am Stadtrand erschossen und in einem Massengrab verscharrt. Dennoch entwickelte sich mit Beginn der Besatzung auch eine Untergrundtätigkeit des Komsomol und ab Mai 1943 auch der Kommunistischen Partei, welche beide Kontakte zur sowjetischen Partisanenbewegung hatten.
Mit der Unabhängigkeitserklärung der Ukraine von der Sowjetunion 1991 lag Snowsk nur noch wenige Kilometer entfernt von der neuen ukrainisch-russischen Staatsgrenze.
1995 erfolgten auf Beschluss der ukrainischen Regierung im ganzen Land die Privatisierung von Industrie- und Landwirtschaftsbetrieben, was in Snowsk die Nahrungsmittel- und Industriebetriebe als auch Sowchosen betraf.
Am 12. Mai 2016 erfolgte im Zuge der sogenannten Dekommunisierung in der Ukraine die Rückbenennung von Schtschors in Snowsk.
Nach dem russischen Einmarsch in die Ukraine 2022 wurde Snowsk am 25. März des Jahres durch die russischen Streitkräfte besetzt und Mitglieder des Stadtrates wegen ihrer prinzipiellen Weigerung, mit den russischen Besatzern zusammenzuarbeiten, gefangen genommen. Am 28. März 2022 verließen die russischen Streitkräfte Snowsk und am 3. April 2022 wurden die Mitglieder des Stadtrats aus russischer Gefangenschaft entlassen.

## Verwaltungsgliederung
Am 27. September 2016 wurde die Stadt zum Zentrum der neugegründeten Stadtgemeinde Snowsk (Сновська міська громада/Snowska miska hromada). Zu dieser zählen auch die 55 in der untenstehenden Tabelle aufgelisteten Dörfer sowie die Ansiedlung Luka, bis dahin bildete sie die gleichnamige Stadtratsgemeinde Snowsk (Сновська міська рада/Snowska miska rada) im südlichen Zentrum des Rajons Snowsk.
Am 17. Juli 2020 kam es im Zuge einer großen Rajonsreform zum Anschluss des Rajonsgebietes an den Rajon Korjukiwka.
Folgende Orte sind neben dem Hauptort Snowsk Teil der Gemeinde:
| Name                     | Name                | Name                                        |
| ukrainisch transkribiert | ukrainisch          | russisch                                    |
| ------------------------ | ------------------- | ------------------------------------------- |
| Besuhliwka               | Безуглівка          | Безугловка (Besuglowka)                     |
| Borschna                 | Боршна              | Боршна                                      |
| Chotunytschi             | Хотуничі            | Хотуничи (Chotunitschi)                     |
| Chriniwka                | Хрінівка            | Хреновка (Chrenowka)                        |
| Filoniwka                | Філонівка           | Филоновка (Filonowka)                       |
| Hirsk                    | Гірськ              | Горск (Gorsk)                               |
| Hlybokyj Rih             | Глибокий Ріг        | Глубокий Рог (Gluboki Rog)                  |
| Huta-Studenezka          | Гута-Студенецька    | Гута-Студенецкая (Guta-Studenezkaja)        |
| Hwosdykiwka              | Гвоздиківка         | Гвоздиковка (Gwosdikowka)                   |
| Ilkutscha                | Ількуча             | Илькуча                                     |
| Iwaniwka                 | Іванівка            | Ивановка (Iwanowka)                         |
| Jeline                   | Єліне               | Елино (Jelino)                              |
| Jenkowa Rudnja           | Єнькова Рудня       | Енькова Рудня                               |
| Kamka                    | Камка               | Камка                                       |
| Kljussy                  | Клюси               | Клюсы                                       |
| Krestopiwschtschyna      | Крестопівщина       | Крестоповщина (Krestopowschtschina)         |
| Kultschyniwka            | Кучинівка           | Кучиновка (Kultschinowka)                   |
| Kuropijiwka              | Куропіївка          | Куропиевка (Kuropijewka)                    |
| Ljutiwka                 | Лютівка             | Лютовка (Ljutowka)                          |
| Losjewa Sloboda          | Лосєва Слобода      | Лосева Слобода (Losewa Sloboda)             |
| Lypiwka                  | Липівка             | Липовка (Lipowka)                           |
| Luka                     | Лука                | Лука                                        |
| Milky                    | Мільки              | Мильки (Milki)                              |
| Mistky                   | Містки              | Мостки (Mostki)                             |
| Mlynok                   | Млинок              | Млынок                                      |
| Mychajliwka              | Михайлівка          | Михайловка (Michailowka)                    |
| Myschyne                 | Мишине              | Мишино (Mischino)                           |
| Nowi Borowytschi         | Нові Боровичі       | Новые Боровичи (Nowyje Borowitschi)         |
| Nowi Mlyny               | Нові Млини          | Новые Млыны (Nowyje Mlyny)                  |
| Nyskiwka                 | Низківка            | Низковка (Niskowka)                         |
| Petriwka                 | Петрівка            | Петровка (Petrowka)                         |
| Pischtschanka            | Піщанка             | Песчанка (Pestschanka)                      |
| Pljuchiw                 | Пльохів             | Плёхов (Pljuchow)                           |
| Popilnja                 | Попільня            | Попельня (Popelnja)                         |
| Prywilne                 | Привільне           | Привольное (Priwolnoje)                     |
| Radwyne                  | Радвине             | Радвино (Radwino)                           |
| Rohisky                  | Рогізки             | Рогозки (Rogoski)                           |
| Ruda                     | Руда                | Руда                                        |
| Sahrebelna Sloboda       | Загребельна Слобода | Загребельная Слобода (Sagrebelnaja Sloboda) |
| Sajmyschtsche            | Займище             | Займище (Saimischtsche)                     |
| Salne                    | Сальне              | Сальное (Salnoje)                           |
| Saritschtschja           | Заріччя             | Заречье (Saretschje)                        |
| Schkrobowe               | Шкробове            | Шкробово (Schkrobowo)                       |
| Schowid                  | Жовідь              | Жоведь (Schowed)                            |
| Schtschokot              | Щокоть              | Щокоть                                      |
| Schurawok                | Журавок             | Журавок                                     |
| Selyschtsche             | Селище              | Селище (Selischtsche)                       |
| Slawa                    | Слава               | Слава                                       |
| Smjatsch                 | Смяч                | Смяч                                        |
| Snowske                  | Сновське            | Сновское (Snowskoje)                        |
| Sofijiwka                | Сновське            | Софиевка (Sofijekwa)                        |
| Stara Rudnja             | Стара Рудня         | Старая Рудня (Staraja Rudnja)               |
| Stari Borowytschi        | Старі Боровичі      | Старые Боровичи (Staryje Borowitschi)       |
| Sunytschne               | Суничне             | Суничное (Sunitschnoje)                     |
| Tschepeliw               | Чепелів             | Чепелев (Tschepelew)                        |
| Turja                    | Тур'я               | Турья                                       |
| Tychonowytschi           | Тихоновичі          | Тихоновичи (Tichonowitschi)                 |
| Welykyj Schtschymel      | Великий Щимель      | Великий Щимель (Weliki Schtschimel)         |

## Söhne und Töchter der Ortschaft
- Nikolai Alexandrowitsch Schtschors (1895–1919), Kommandeur der Roten Armee im Russischen Bürgerkrieg
- Schlomo Bruk (1899–1983), israelischer Schauspieler
- Eliahu Elath (1903–1990, geboren als Ilya Epstein), israelischer Diplomat
- Jules Olitski (1922–2007), US-amerikanischer Maler und Bildhauer (abstrakte Kunst)